# Analcoceroides longicornis
Analcoceroides longicornis är en tvåvingeart som först beskrevs av Samuel Wendell Williston  1900.  Analcoceroides longicornis ingår i släktet Analcoceroides och familjen vapenflugor. Inga underarter finns listade i Catalogue of Life.